# Petzenkirchen
Petzenkirchen – gmina targowa w Austrii, w kraju związkowym Dolna Austria, w powiecie Melk. Według Austriackiego Urzędu Statystycznego liczyła 1 301 mieszkańców (1 stycznia 2014).